# Dyscritobaeus variocellus
Dyscritobaeus variocellus är en stekelart som först beskrevs av Girault 1926.  Dyscritobaeus variocellus ingår i släktet Dyscritobaeus och familjen Scelionidae. Inga underarter finns listade i Catalogue of Life.